# Pod Hvězdou
Pod Hvězdou je přírodní památka jižně od vsi Litice u Blíževedel v jižní části okresu Česká Lípa. Předmětem ochrany je mokřad s výskytem zvláště chráněných druhů rostlin a živočichů.

## Historie
Přírodní památku vyhlásila Správa CHKO Kokořínsko k 19. březnu 2001. Její správu zajišťuje Agentura ochrany přírody a krajiny ČR – Regionální pracoviště Správa CHKO Kokořínsko – Máchův kraj.

## Popis

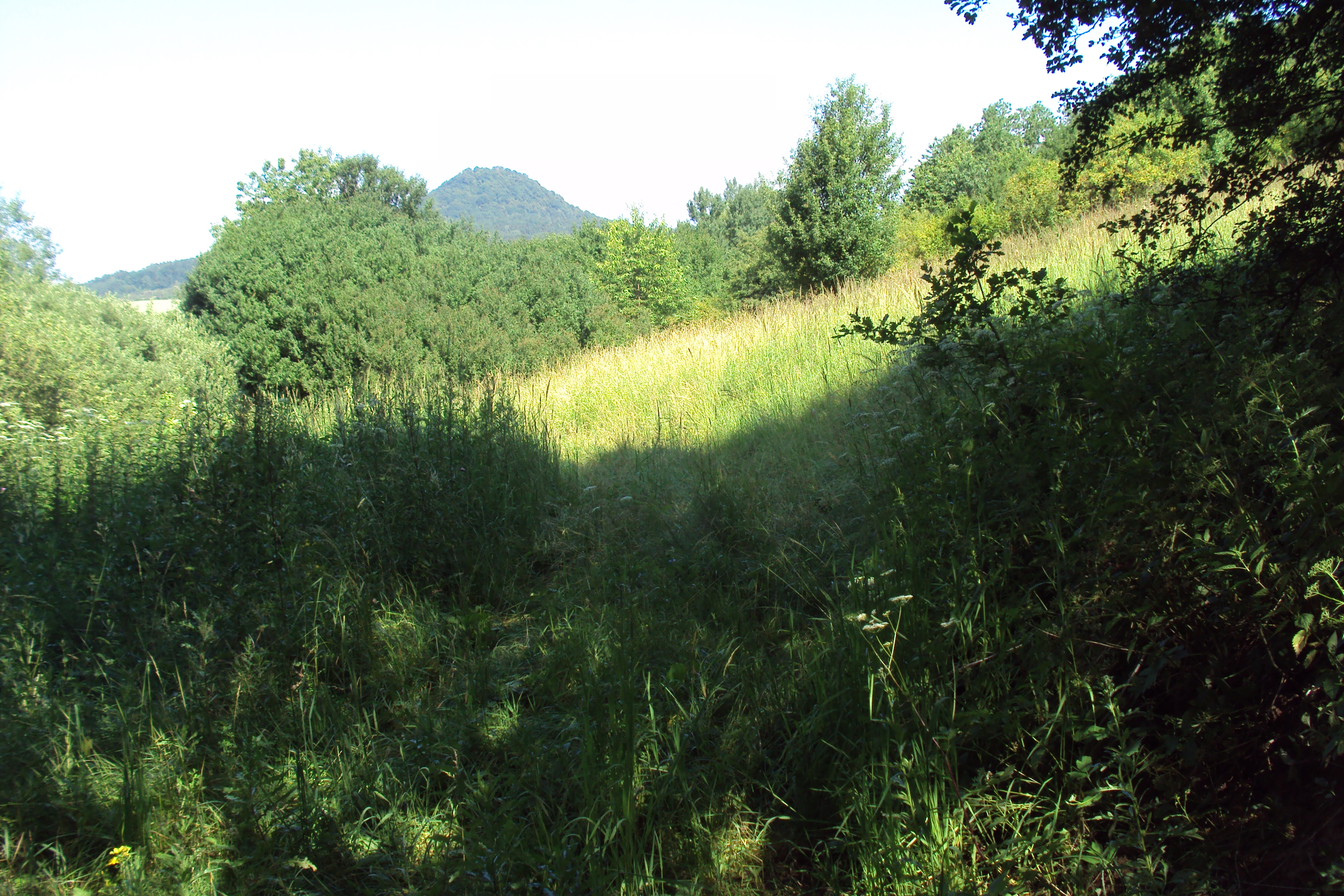
Chráněné louky, v pozadí vrch Ronov se stejnojmenným hradem

Přírodní památka Pod Hvězdou je nevelký mokřad v ohybu údolí Litického potoka 500 metrů severozápadně od malé vesnice Hvězda. Nachází se v nadmořské výšce 314–330 metrů a její rozloha měří 1,87 hektaru. Celé území je součástí chráněné krajinné oblasti Kokořínsko – Máchův kraj.
Vyskytují se zde různé druhy ostřic (Carex), vrby (Salix), třtina šedavá (Calamagrostis canescens), prstnatec májový (Dactylorhiza majalis), upolín nejvyšší (Trollius altissimus). Žijí zde žáby, např. rosnička zelená (Hyla arborea).

## Přístup
Chráněné území je volně přístupné, ale nevede do něj žádná turisticky značená trasa. Nedaleko jižního cípu vede zeleně značená trasa ze Stranného do Hvězdy a dále na Husu. Nejbližší železniční zastávka je ve čtyři kilometry vzdálených Blíževedlech na trati z České Lípy do Lovosic.